# 21446 Tedflint
21446 Tedflint è un asteroide della fascia principale. Scoperto nel 1998, presenta un'orbita caratterizzata da un semiasse maggiore pari a 2,5333726 UA e da un'eccentricità di 0,1022424, inclinata di 3,87330° rispetto all'eclittica.